# Francina Louise Schot
Francina Louise Schot (* 19. Dezember 1816 in Rotterdam; † 13. April 1894 in Schaarbeek) war eine niederländische Stillleben- und Porträtmalerin.

## Leben und Werk

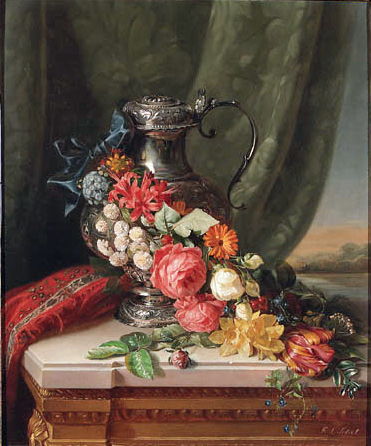
Stillleben, vor 1894

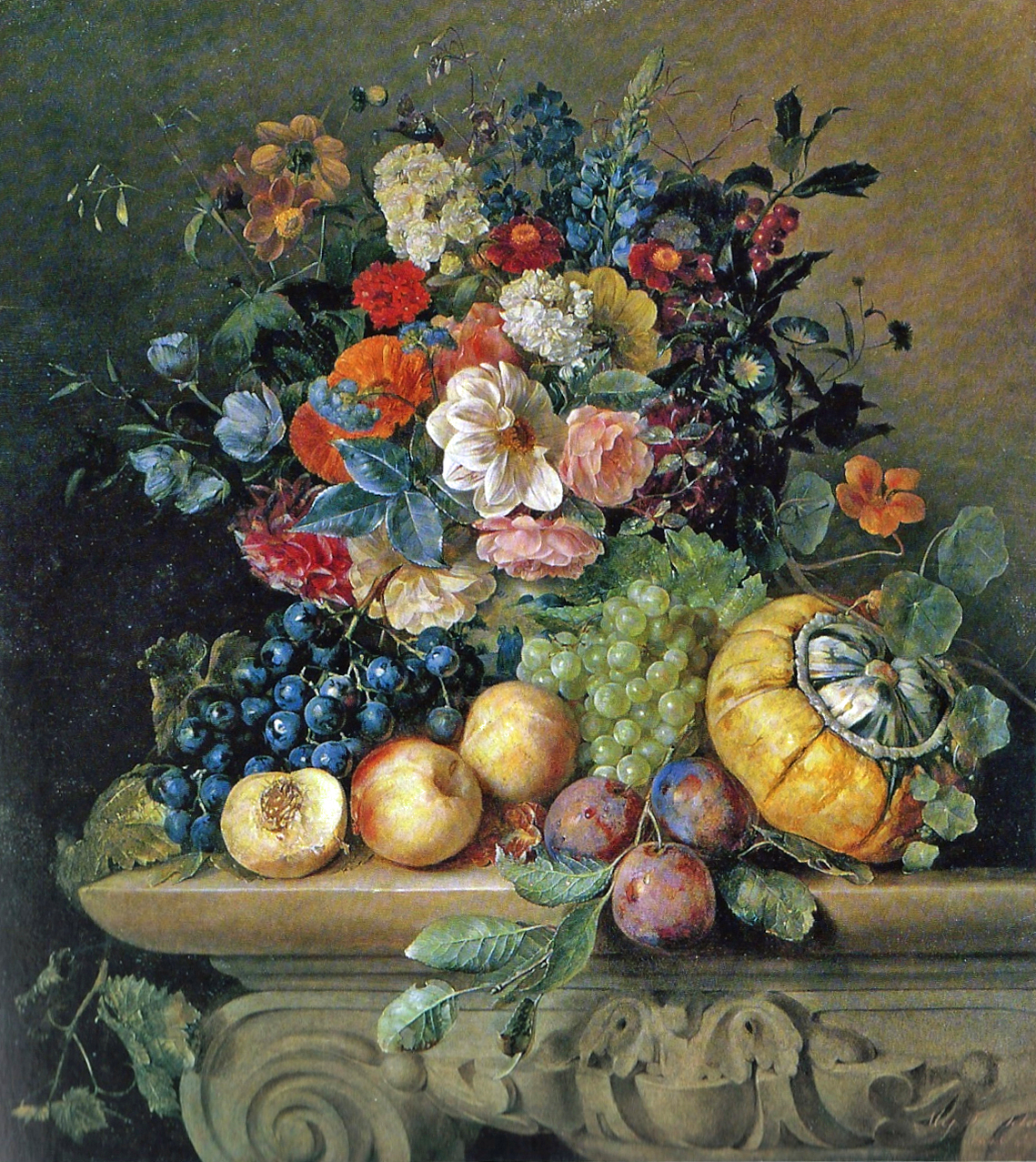
Stillleben, vor 1894

Francina Louise Schot wurde am 19. Dezember 1816 in Rotterdam geboren. Sie war die Tochter des Apothekers Adrianus Schot Nicolaaszn. (1792–1863) und Petronella Jongeneel (1792–1822) und heiratete am 20. März 1850 in Rotterdam Pierre Henri Martin (1793–1882), Tiertrainer und späterer Direktor des Rotterdamer Zoos. Aus dieser Ehe gingen zwei Töchter hervor.
Francina Louise Schot wurde als ältestes von fünf Kindern einer Rotterdamer Apothekerfamilie geboren. Eine Schwester starb als Baby und ihre Mutter starb, als sie fünf Jahre alt war. Ihr Vater heiratete einige Jahre später erneut Maartje Jongeneel, die Schwester ihrer Mutter.
Auch wenn Francina Louise Schot nicht aus einer Künstlerfamilie stammte, begann schon in jungen Jahren zu malen. Es ist nicht bekannt, wer sie unterrichtet hat. Im Alter von neunzehn Jahren stellte sie zum ersten Mal auf der Ausstellung der Lebenden Meister (Tentoonstelling van Levende Meesters) in Rotterdam aus. Ab den 1840er Jahren stellte sie fast jährlich aus, oft zusammen mit den Malerinnen Adriana Haanen und Geraldine van de Sande Bakhuyzen. Zu ihren Werken zählen vor allem Stillleben mit Blumen, Früchten und totem Wild, dazu auch einige Porträts. Die Preise, die sie für ihre Bilder verlangte, reichten von 80 Gulden für ein kleines Stillleben bis zu beachtlichen 400 Gulden für ein größeres Werk. 1847 wurde sie Ehrenmitglied der Koninklijke Akademie van Beeldende Kunsten in Amsterdam.
Schot zeichnete ihre Werke um 1850 gern im Rosengarten des Witwers Pierre Henri Martin in Kralingen. Auch gab sie seiner taubstummen Nichte Zeichenunterricht. Wenig später heirateten Schot und Martin. Nach der Hochzeit änderte sie ihre Signatur in F.L. Martin b. Schuss. Sie wohnten weiter in Kralingen und bekamen zwei Töchter. Martin war ein international bekannter Tiertrainer und wurde 1857 Direktor des Rotterdamer Zoos. So zog die Familie in das Haus des Direktors in den Zoo. Schot malte und stellte weiterhin aus und ihre Arbeiten wurden in bekannten Kunstzeitschriften wie Algemeene Konsten Letterbode und De Dietsche Warande gelobt. Für ein Stillleben erhielt sie 1856 einen Preis. Sie hatte es zuvor bei der vierzehnten Ausstellung der Königlich Niederländischen Gesellschaft für Gartenbau eingereicht. Martin legte 1866 sein Amt nieder und das Paar zog ins benachbarte Overschie. Schot stellte erneut 1874 aus. Wenige Monate nach dem Tod ihres Mannes im Jahr 1892 reiste Francina Schot nach Den Haag. Zweieinhalb Jahre später verließ sie die Niederlande und ließ sich im belgischen Jumet und später in Schaarbeek nieder, wo sie im Alter von 77 Jahren starb. Nach ihrem Tod geriet Francina Louise Schot in Vergessenheit. Ihre Arbeiten sind hauptsächlich bei privaten Sammlern und einigen Kunsthändlern zu finden.